# Episodi di Private Practice (prima stagione)
La prima stagione della serie televisiva Private Practice è andata in onda negli Stati Uniti dal 26 settembre 2007 al 5 dicembre 2007. Sebbene la ABC abbia ordinato una stagione completa, la prima stagione di questa serie è composta da solo 9 episodi, a causa dello sciopero degli sceneggiatori (WGA Strike) indetto il 5 novembre 2007 e terminato il 12 febbraio 2008.
In Italia, la prima stagione è stata trasmessa in prima visione assoluta dal 10 dicembre 2007 all'11 febbraio 2008, ogni lunedì alle ore 21:50, su Fox Life. In chiaro, la prima stagione è stata trasmessa dal 2 dicembre 2008 al 16 gennaio 2009, alle ore 21:05, su Rai 2.
| nº | Titolo originale                                          | Titolo italiano                   | Prima TV USA      | Prima TV Italia  |
| -- | --------------------------------------------------------- | --------------------------------- | ----------------- | ---------------- |
| 1  | In Which We Meet Addison, a Nice Girl from Somewhere Else | Benvenuta Addison                 | 26 settembre 2007 | 10 dicembre 2007 |
| 2  | In Which Sam Receives an Unexpected Visitor               | Una visita inaspettata            | 3 ottobre 2007    | 17 dicembre 2007 |
| 3  | In Which Addison Finds the Magic                          | Addison trova la magia            | 10 ottobre 2007   | 7 gennaio 2008   |
| 4  | In Which Addison Has a Very Casual Get Together           | Addison dà una festa              | 17 ottobre 2007   | 24 dicembre 2007 |
| 5  | In Which Addison Finds a Showerhead                       | Addison scopre il fai da te       | 24 ottobre 2007   | 14 gennaio 2008  |
| 6  | In Which Charlotte Goes Down the Rabbit Hole              | Charlotte nella tana del coniglio | 31 ottobre 2007   | 21 gennaio 2008  |
| 7  | In Which Sam Gets Taken for a Ride                        | Quel maledetto pomeriggio         | 14 novembre 2007  | 28 gennaio 2008  |
| 8  | In Which Cooper Finds a Port in His Storm                 | Approdo nella tempesta            | 21 novembre 2007  | 4 febbraio 2008  |
| 9  | In Which Dell Finds His Fight                             | La lotta di Dell                  | 5 dicembre 2007   | 11 febbraio 2008 |

## Benvenuta Addison
- Titolo originale: In Which We Meet Addison, a Nice Girl from Somewhere Else

Addison si presenta in clinica.

- Diretto da: Mark Tinker
- Scritto da: Shonda Rhimes

### Trama
Addison si licenzia dal lavoro al Seattle Grace per accettare il posto all'Oceanside Wellness Center a Santa Monica offertole da Naomi, la sua migliore amica che ha scelto di assumerla senza consultare i colleghi in quanto detentrice del 50% della clinica. Appena arrivata si trova subito a che fare con un caso molto complicato che le fa dubitare di aver fatto la scelta giusta lasciando un ospedale all'avanguardia. Scopre poi molto presto di essere vicina di casa di Sam, ex marito fresco fresco di divorzio della sua migliore amica Naomi.
- Guest star: James Pickens Jr., Bruce Nozick, Stacy Edwards, Rebecca Mader, Moon Zappa, Max Arciniega, Marcella Lentz-Pope.

## Una visita inaspettata
- Titolo originale: In Which Sam Receives an Unexpected Visitor
- Diretto da: Tony Goldwyn
- Scritto da: Mike Ostrowski

### Trama
Si scatena la gelosia di Naomi quando i ragazzi dell'oceanside mandano a casa di Sam una spogliarellista.
I dottori si troveranno a lavorare tutti insieme per diagnosticare la malattia di un bambino.
- Guest Star: Dorian Harewood, Sean O'Bryan, Barbara Eve Harris, Jean Sincere, Susan Kelechi Watson.

## Addison trova la magia
- Titolo originale: In Which Addison Finds the Magic
- Diretto da: Mark Tinker
- Scritto da: Marti Noxon e Shonda Rhimes

### Trama
Addison confessa a Naomi che si trova molto in difficoltà a instaurare nuovi rapporti. Confessa inoltre la delusione provata arrivando in questa nuova città dove pensava che avrebbe trovato qualcosa di magico, quando tutto sembra andarle storto.
Cooper si ritrova a curare 4 sorelle tutte misteriosamente blu.
- Guest star: Molly Hogan, Andy Milder, Nina Siemaszko, Stacey Travis, Christopher Wiehl, Geffri Maya.

## Addison dà una festa
- Titolo originale: In Which Addison Has a Very Casual Get Together
- Diretto da: Arvin Brown
- Scritto da: Andrea Newman

### Trama
Addison invita tutti i suoi colleghi a passare una serata a casa sua, ma nessuno risponde all'invito dimenticandosene. Violet è occupata a seguire la nuova moglie del suo ex fidanzato, arrivata in clinica per un controllo, mentre Pete combatte contro i ricordi della sua defunta moglie, morta proprio in quella settimana qualche anno prima. Sam per la prima volta è ospite in una trasmissione tv per la presentazione del suo libro, ed è ancora ossessionato dalle cose sbagliate dette mentre era in onda.
Solo alla fine, quando tutti avranno risolto i loro problemi personali accetteranno l'invito, facendo sentire Addison un po' meno sola in questa nuova città.
- Guest star: Mageina Tovah, Debra Mooney, George Coe, Dinah Lenney, Parisa Fitz-Henley, Miles Heizer.

## Addison scopre il fai da te
- Titolo originale: In Which Addison Finds a Showerhead
- Diretto da: Julie Ann Robinson
- Scritto da: Marti Noxon e Shonda Rhimes

### Trama
Addison continua tutte le notti ad avere fantasie su Pete, lo confessa per prima a Naomi, ma molto presto la notizia fa il giro di tutta la clinica fino ad arrivare a Pete stesso. Cooper vede arrivare in clinica l'ex fidanzato di Violet e le consiglia vivamente di stargli alla larga se non vuole soffrire ancora, lei non lo ascolta e decide di andare a parlargli. Per una giornata saranno buoni amici, ma lei ancora una volta ne uscirà ferita, capendo così quello che voleva veramente dirgli Cooper, quando le ha detto che avrebbe dovuto mandarlo via.
Addison è anche alle prese con Maya, la figlia tredicenne di Naomi e Sam, che le viene a chiedere un consulto su una malattia sessualmente trasmissibile. All'inizio è restia alla visita e vorrebbe solamente avere le pastiglie per curarsi, ma Addison ovviamente non può farlo. Dalle analisi emergerà che non è malata, ma si scoprirà anche poco più tardi che tutta quella visita era una messa in scena affinché la sua amica potesse prendere le medicine, non volendo assolutamente andare da un medico.
- Guest Star: Gordon Clapp, Brett Cullen, David Newsom, Amy Stewart, Sydelle Noel, Geffri Maya.

## Charlotte nella tana del coniglio
- Titolo originale: In Which Charlotte Goes Down the Rabbit Hole
- Diretto da: David Solomon
- Scritto da: Jenna Bans

### Trama
Charlotte chiede a Pete di aiutarla con i suoi trattamenti per l'insonnia. Naomi esce per il suo primo appuntamento dai tempi del college mentre Cooper sospetta che le ferite riportate dalla sua paziente non siano accidentali e una paziente chiede ad Addison e Naomi di mentire al marito riguardo alla sua non fertilità. Addison e Pete si baciano.
- Guest star: Kimberly Elise, Valerie Mahaffey, Holliston Coleman, Corey Reynolds.

## Quel maledetto pomeriggio
- Titolo originale: In Which Sam Gets Taken for a Ride
- Diretto da: Jeff Melman
- Scritto da: Emily Halpern

### Trama
Mentre Sam si ritrova nel mezzo della più pericolosa chiamata a domicilio, l'amore, o più che altro il sesso, è nell'aria all'Oceanside Wellness Center. Pete e Addison continuano a baciarsi, così decidono di provare a fare qualcosa di più, mentre Violet stipula un contratto di "amicizia con benefici" con Cooper.
La serata si concluderà però oltre ogni aspettativa per tutti i protagonisti. Cooper dice a Violet di non riuscire a copulare con lei perché non potrebbe mai essere senza emozioni come lei vorrebbe, va così a casa di Addison, dove nel frattempo Pete le ha dato buca.
Sam deve far partorire una ragazza che stava rapinando un negozio, sotto minaccia di una pistola. In clinica una ragazza, che ha perso il marito, deve partorire ma durante il parto ha una crisi di panico. Intanto in clinica un'altra signora con tre figli maschi, e in attesa di una figlia femmina partorisce un maschietto e rischia di andare in depressione post partum. Sam dopo il sequestro torna in clinica dove trova l'ex moglie, con la quale, dopo una crisi di panico di quest'ultima, copulerà.
- Guest star: Sara Gilbert, Rusty Schwimmer, Sprague Grayden, Elden Henson, David Sutcliffe.

## Approdo nella tempesta
- Titolo originale: In Which Cooper Finds a Port in His Storm
- Diretto da: Mark Tinker
- Scritto da: Lauren Schmidt

### Trama
Cooper ritorna ai suoi appuntamenti al buio con sorprendenti risultati: scoprirà infatti che una delle ragazze che doveva incontrare è Charlotte. Addison ha un appuntamento con uno dei pazienti di Violet, mentre prende parte con Pete ad un progetto di Safe surrenders dove andranno in soccorso di una ragazza madre che si vuole sbarazzare del bambino.
- Guest star: Tom Irwin, Josh Randall, Keiko Agena, Joy Lauren.

## La lotta di Dell
- Titolo originale: In Which Dell Finds His Fight
- Diretto da: Wendey Stanzler
- Scritto da: Ayanna Floyd

### Trama
Dell ha paura che suo nonno e un suo amico vengano picchiati alla casa di riposo dove si trovano. Inoltre affronta Sam dicendogli che lui sa come amare Naomi, infatti a fine episodio la bacia. Cooper continua la sua relazione clandestina con Charlotte e una sera dopo aver fatto sesso, scopre un piano per un corso prenatale per i futuri papà, ruba la lista dei nomi e propone il progetto a Naomi, la quale accetta. Nel progetto lo aiuterà Pete. Alla fine Dell scopre che suo nonno è un lottatore e che nella casa di riposo, lui e alcuni suoi amici, pagavano gli infermieri per far finta di nulla davanti agli scontri che alcuni vecchi facevano. Suo nonno è sempre uscito vittorioso, tranne quell'ultima volta che ha perso contro uno più giovane di lui.
- Guest star: George Segal, Nina Siemaszko, Christopher Wiehl, Geoffrey Blake, Jocko Sims, David Sutcliffe.